# سید رضا فاطمی امین
سید رضا فاطمی‌امین (زادهٔ ۱۳۵۳ در شاهرود) سیاستمدار ایرانی است که از سال ۱۴۰۲ تا ۱۴۰۳ به‌عنوان مشاور رئیس‌جمهور ایران فعّالیت می‌کرد. وی در دولت سیزدهم از سال ۱۴۰۰ تا ۱۴۰۲ سمت وزیر صنعت، معدن و تجارت را برعهده داشت.
او در ۱۰ اردیبهشت ۱۴۰۲ از سوی مجلس شورای اسلامی استیضاح و از سمت وزارت صنعت، معدن و تجارت برکنار شد.

## زندگی شخصی و تحصیلات
او دارای مدرک مهندسی الکترونیک، مهندسی سامانه‌های اقتصادی و اجتماعی و دکترای تخصصی مدیریت راهبردی دانش (در مرحله اخذ دانشنامه) است.

## فعالیت‌های سیاسی

### مشاور رئیس‌جمهور دولت سیزدهم

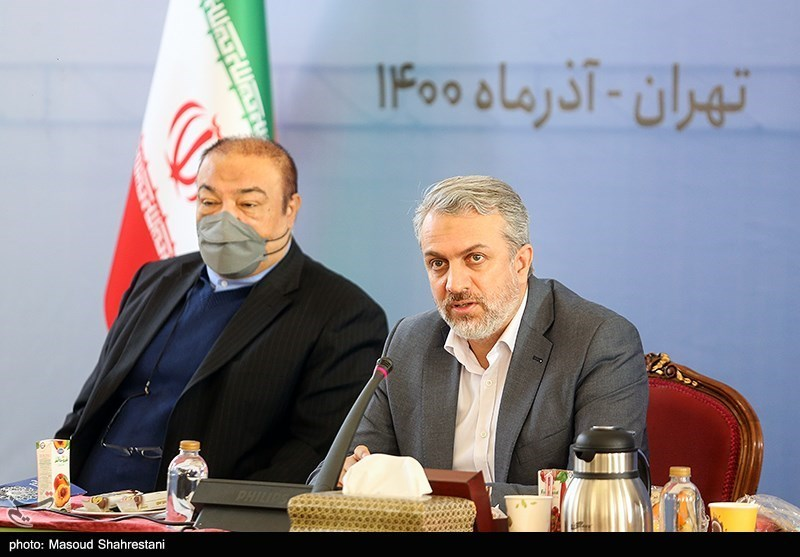
فاطمی امین در نشست سفرای ایران - ۲۰۲۱

وزیر سابق صنعت، معدن و تجارت، پس از برکناری از وزارتخانه، با حکم ابراهیم رئیسی به‌عنوان مشاور رئیس‌جمهور در نظارت بر روند اجرای طرح‌های تولیدی منصوب شد.

### وزارت صمت
فاطمی امین در شهریور ۱۴۰۰ رأی نمایندگان برای وزارت صمت دولت سیزدهم را به دست آورد.

### استیضاح در مجلس شورای اسلامی
در تاریخ ۲۴ اسفند ۱۴۰۰، لطف‌الله سیاهکلی عضو کمیسیون صنایع مجلس شورای اسلامی از نهایی شدن طرح استیضاح وزیر صمت به دلیل افزایش قیمت خودرو و تقدیم آن به هیئت رئیسه مجلس خبر داد. در ۷ اردیبهشت ۱۴۰۲ احمد رسولی‌نژاد، عضو کمیسیون صنایع و معادن مجلس بیان کرد: «در روزی که قرار بود سید رضا فاطمی‌امین استیضاح شود، اسناد زیادی با خود به همراه آورده بودم و دفاع ما با سند و مدرک بود، اما دفاع وزیر شعاری با آمارهای ساختگی بود. روز قبل از شروع سخنرانی من یکباره اعلام شد که رای‌ها به استیضاح وزیر برگشته است و در همان روز مباحثی مطرح شد که شب قبل از استیضاح وزیر در خیابان سمیه در ساختمان وزارت صمت حواله ۷۰ تا ۷۵ خودرو شاسی بلند به نمایندگان مجلس داده شده‌است.» اما دولت سیزدهم اظهارات این نماینده در خصوص رشوه خودرو به نمایندگان جهت عدم استیضاح وزیر صمت را رد کرد. اما احمد علیرضابیگی نماینده دیگر مجلس لیست نمایندگانی که رشوه دریافت کرده بودند منتشر کرد. پس از آن دولت واگذاری بیش از ۱۰۰ خودرو به نمایندگان مجلس را تأیید کرد.

#### سؤال نمایندگان
در جلسه علنی ۲۴ خرداد ۱۴۰۱، مجلس شورای اسلامی نمایندگان از پاسخ سید رضا فاطمی‌امین، وزیر صنعت، معدن و تجارت دربارهٔ علت ضعف عملکرد این وزارتخانه در کنترل قیمت کالاها و عدم توانایی در پشتیبانی از صاحبان صنایع و بهره‌برداران معدن به سؤال محمد وحیدی نماینده بجنورد قانع نشدند و به وی کارت زرد دادند که این نخستین کارت زرد یک وزیر در دولت رئیسی بود.

#### استیضاح اول
در تاریخ دهم آبانماه ۱۴۰۱، جلسه استیضاح فاطمی‌امین برگزار شد و نمایندگان مجلس شورای اسلامی پس از استماع نظرات موافق و مخالف و دفاعیات وزیر صمت، با ۸۴ رای مخالف، ۱۸۲ رای موافق و ۶ رای ممتنع، فاطمی امین را در مقام وزارت ابقا کردند.

#### استیضاح دوم
در اردیبهشت ۱۴۰۲، احمد علیرضابیگی، نماینده تبریز، در مصاحبه‌ای با ایلنا وزارت صمت را به رشوه دادن به نمایندگان متهم کرد: «هیئت رئیسه محترم مجلس شورای اسلامی بیاید تکلیف آن خودروهایی که به نمایندگان داده شد را مشخص کند که چرا قریب به ۷۰ تا ۷۵ دستگاه خودرو در اختیار نمایندگان قرار گرفت». احمد رسولی‌نژاد و چند نفر از نمایندگان مجلس نیز گفتند که فاطمی‌امین در استیضاح قبلی با تحویل خودروهای شاسی بلند به ده‌ها نماینده، رای مثبت آن‌ها را جلب کرد تا در این سمت بماند. اما او و هیئت رئیسهٔ مجلس و وزارت صمت این اتهامات را رد کردند و رئیس‌جمهور ابراهیم رئیسی از او دفاع کرد.
در ۱۰ اردیبهشت ۱۴۰۲ جلسهٔ استیضاح فاطمی‌امین برگزار شد و نمایندگان مجلس شورای اسلامی پس از بررسی‌ها و استماع نظرات موافق و مخالف او، با ۱۰۲ رای مخالف و ۱۶۲ رای موافق، فاطمی‌امین را از وزارت صمت عزل کردند. استیضاح‌کنندگان فاطمی‌امین، او را به عمل نکردن به وعده‌هایش، ارائهٔ آمارهای خودساخته واشتباه و در اولیت قرار دادن منافع دو شرکت عمدهٔ خودروسازی ایران متهم کردند.

### عملکرد

#### بازار خودرو
گرچه در این دوره واردات خودرو دوباره از سر گرفته شد اما افزایش بی‌رویه قیمت و کاهش کیفیت خودروها مورد انتقاد شدید مشتریان، جامعه و برخی از مسئولین در مجلس شورای اسلامی شد.برخی او را فقط حامی دو کارخانه ایران‌خودرو و سایپا می‌دانستند. فاطمی‌امین که در ۲۵ مهر ماه سال ۱۴۰۰ در حاشیه نشست هیئت نمایندگان اتاق بازرگانی ایران، از حذف قرعه‌کشی خودرو وعده داده بود، نتوانست به گفته خود عمل کند و به جای حذف قرعه‌کشی خودروها، سیستمی تحت عنوان سامانه یکپارچه تخصیص خودرو را راه‌اندازی کرد.از طرفی دیگر دلال‌بازی در بازار خودرو در دوران او به اوج خود رسید. سید احمد رسولی‌نژاد نماینده مردم دماوند وی را در حوزه خودرو، استاد وعده‌ها خطاب کرد.سید ناصر موسوی لارگانی نماینده مردم فلاورجان نیز وی را وزیر آمارهای تخیلی خودساخته خواند.در این مدت وزیر صمت از برنامه‌های ۶ ماهه و ۲ ساله حرف سخن گفت. یکی از موارد مطرح شده فاطمی‌امین در برنامه ۶ ماهه، افزایش تیراژ تولید خودرو در سال ۱۴۰۰ به نسبت سال قبل بود. با توجه به تولید تعداد ۹۶۳ هزار و ۱۷۹ دستگاه خودرو و افت حدوداً سه درصدی، بازار شاهد عدم تحقق این وعده وزیر صمت در کوتاه مدت بود. فاطمی امین در فرودین ۱۴۰۱ وعده داده بود که ایران خودرو و سایپا به بخش خصوصی واگذار می‌شود که البته این وعده وی هم محقق نشد.

#### محیط کسب و کار
چالش‌های وزارت صمت در حوزه تولید، خودرو، لوازم خانگی، قیمت‌گذاری و تنظیم بازار نه تنها طی نزدیک به دوسال وزارت فاطمی‌امین حل نشد، بلکه شرایط و مشکلات به‌مراتب بدتر و پیچیده‌تر شد. فعالان اقتصادی مشارکت‌کننده در پایش ملی محیط کسب و کار ایران در پاییز ۱۴۰۱ نیز به ترتیب سه مولفه «غیرقابل پیش‌بینی بودن و تغییرات قیمت مواد اولیه و محصولات»، «دشواری تأمین مالی از بانک‌ها» و «بی‌ثباتی سیاست‌ها، قوانین و مقررات و رویه‌های اجرایی ناظر بر کسب وکار» را نامناسب‌ترین مولفه‌های محیط کسب و کار کشور نسبت به سایر مولفه‌ها در این ارزیابی عنوان کرده‌اند.مسعود دانشمند، فعال اقتصادی و عضو اتاق بازرگانی نیز وی را ضعیف‌ترین وزیر دولت خواند.

#### بازار لوازم خانگی
وی در این حوزه از مخالفان واردات لوازم خانگی بود.همین موضوع باعث شد تا یک انحصار در بازار لوازم خانگی ایجاد شود و حتی برخی تولیدکنندگان، کالای مونتاژ شده را به اسم کالای ایرانی و با قیمت گزاف به مردم ارائه دهند و هر ازچندگاهی هم با کمی نوسان در بازار ارز، قیمت کالاهایشان را افزایش دهند.بازار لوازم خانگی در این دوره بیش ازحد سیاسی شد و ممنوعیت واردات از سال ۱۳۹۷ در کنار قیمت‌گذاری دستوری در این صنعت، تولیدکننده و مصرف‌کننده را به زانو درآورد.در این بازار، گزارش‌های مرکز آمار ایران نشان می‌دهد که تورم ماهانه کالاهای بادوام از سال ۱۳۹۷ تاکنون، گاهی به بیشتر از ۲۰ درصد رسید که در دوره دولت سیزدهم و مدیریت فاطمی‌امین بیشترین رشد را داشته‌است.

### تر‌ک فعل در موردفساد مالی چای دبش
وی در موضوع چای دبش هم به قوه قضائیه احضار و حکم قطعی حبس تعزیری علیه او صادر شده‌است.